# Földfékezés
A földfékezés egy olyan módszer, melynek során egy emberi utas nélküli űrjármű (általában szonda) szándékosan az égitest felszínébe csapódik, így csökkentve a zuhanás sebességét.

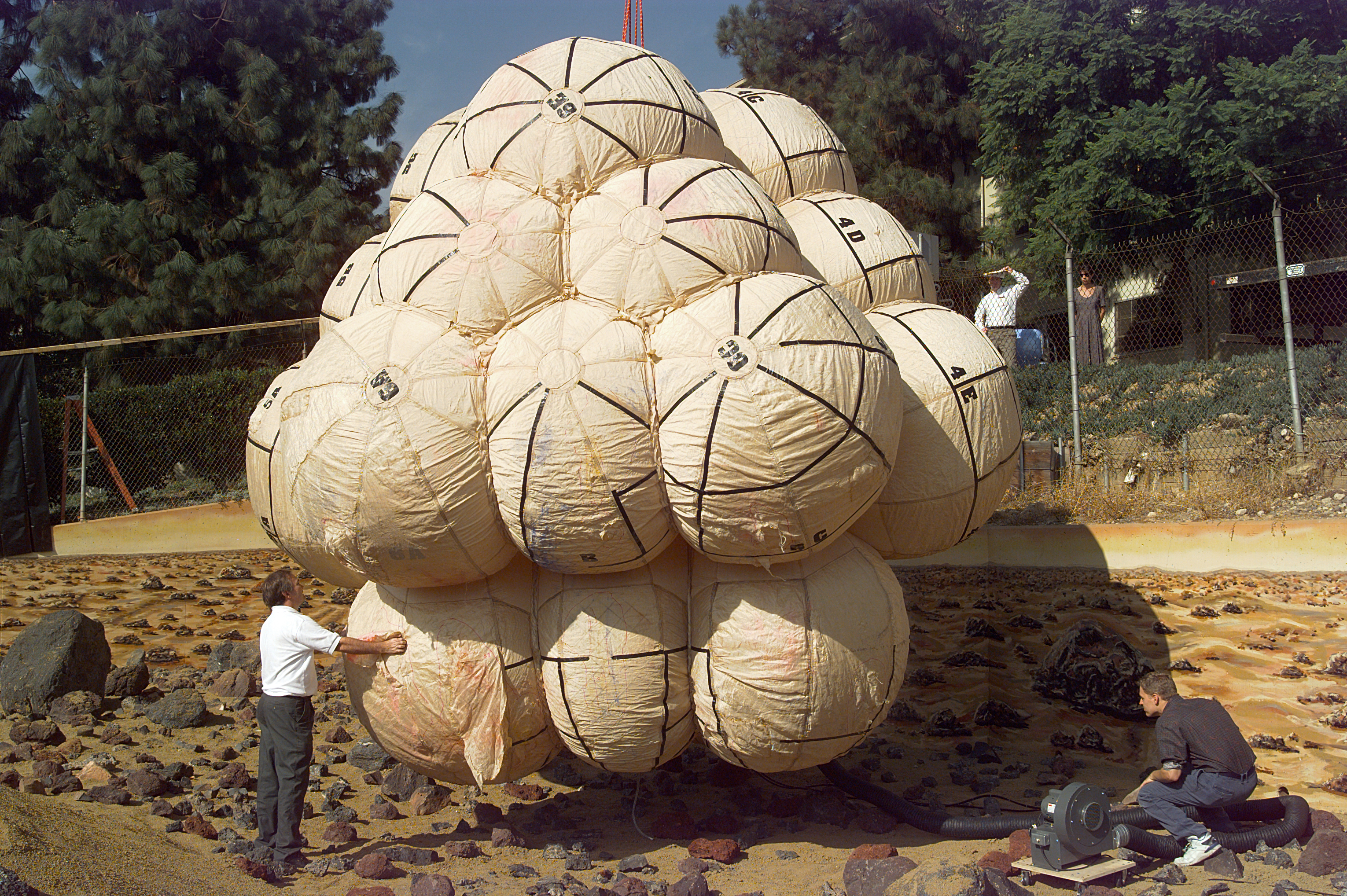
A Mars Pathfinder fékező-zsák próbája

A kifejezés valószínűleg a levegőfékezés szó ellentéteként alakult, melynek során az űreszköz és a bolygó légköre között kialakuló súrlódás fékezi a járművet.
A földfékezés legfontosabb eleme valamiféle külső párnarendszer, mely elegendő védelmet nyújt az űreszköznek a becsapódáskor fellépő ütközési energiákkal szemben. A Venyera-program olyan leszállóegységgel rendelkezett, melyek elnyelték az ütközéskor fellépő energiákat. A legújabb technológiák légzsákot alkalmaznak. A becsapódásnak a lehető legkisebb szögben kell megtörténnie: inkább egyfajta guruló becsapódás a cél, mint egy függőleges; feltételezések szerint a Beagle-2 űrjármű akkor semmisült meg, amikor egy kráter függőleges sziklafalába csapódott a leszálláskor. Az olyan égitestek esetében, mint például a Mars, melyeknek elég vastag a légköre, a földfékezést megelőzően ejtőernyő és hőpajzs is használatba kerül hogy csökkentse a jármű sebességét a becsapódás előtt. A Mars Pathfinder és Mars Exploration Rover programok sikeresen alkalmazták a földfékezés technikáját.

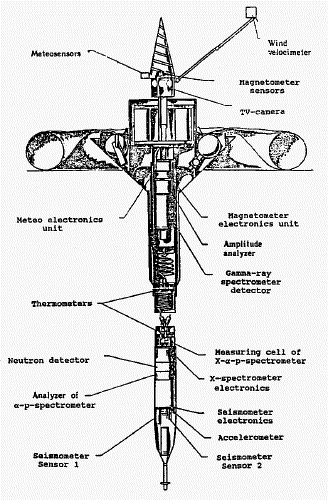
Mars 96 felszíni behatoló

Másik megközelítésben, a becsapódási sebesség hatékonyan alkalmazható amennyiben a cél az, hogy az eszköz behatoljon az égitest felszínébe.
Ez a megoldás az alacsony gravitációjú égitestek esetén is jól használható: például üstökösök, aszteroidák, vagy légkörrel rendelkező bolygókon felszínén is; utóbbi esetben elegendő fékezést szolgáltathat néhány ejtőernyő is - vagy ezekre sincsen szükség. Számos ilyen célú küldetés indult, például a Fobosz-program alkalmazott behatolással landoló járműveket: a célpont Phobos, a Mars holdja volt, illetve a Mars 96 és a Deep Space–2 programja is tartalmazott ilyen eszközöket megcélozva a Mars bolygót, de eddig egyik sem járt sikerrel. A Lunar-A űrjármű a Hold felszínébe hatolt volna be, de a programot leállították.
A földfékezés elvben csak apróbb holdak és aszteroidák esetén alkalmazható, mivel ezeknek nagyon alacsony a gravitációja (például a Phobos szökési sebessége 40 km/h). A földfékezés módszerét egyelőre még nem használták egy űrhajó keringési pályájának elhagyására, mivel a legtöbb égitest elképesztően gyors keringésű (például a Hold keringési sebessége 7000 km/h)
Bizonyos elképzelések olyan leszállást vizionálnak, melyben az űrjármű egy mozgó maglev vonat tetején landolna, és a vonat fokozatos lassulása csökkentené az űrhajó sebességét. Ebben az esetben maga a bolygó hozza létre a reakciótömeget a földfékezéshez. A technológia roppant pontos vezérlés és irányítás mellett hatalmas infrastruktúrát igényelne, így bár ígéretes lehetősége a jövőben, egyelőre ez a módszer még nem megoldható reális keretek között. Ennek a módszernek további előnye, hogy üzemanyag nélkül képes volna űrhajó fellövésére.
A földfékezés kifejezés néha eufemizmusként is használatos abban az esetben amikor nem az eredetileg tervezett leszállási formában érkezik a jármű a felszínre - azaz lezuhan.

## Fordítás
Ez a szócikk részben vagy egészben  a   Lithobraking című angol Wikipédia-szócikk fordításán alapul.  Az eredeti cikk szerkesztőit annak laptörténete sorolja fel. Ez a jelzés csupán a megfogalmazás eredetét és a szerzői jogokat jelzi, nem szolgál a cikkben szereplő információk forrásmegjelöléseként.